# Aktinobakterije
Aktinobakterije (Actinobacteria) je grupa gram-pozitivnih bakterija s visokim G+C udjelom. Ove bakterije mogu živjeti na kopnu i u vodi.
Predložena su dva načina klasifikacije: regulator uzimanja željeza i analiza sintetaze glutamina.

## Svojstva
Ove bakterije žive u tlu, slatkoj i slanoj vodi, te igraju značajnu ulogu u raspadanju organskih materijala, kao što su celuloza i hitin, pa stoga predstaljaju značajnu kariku u ugljikovom ciklusu. Oni opskrbljuju tlo s hranjivim tvarima i igraju važnu ulogu u nastanku humusa.
Druge vrste žive u biljkama i životinjama, a neke od njih su patogene, kao npr. rodovi Mycobacterium, Corynebacterium, Nocardia i Rhodococcus te nekoliko vrsta iz roda Streptomyces.
Aktinobakterije su poznati kao sekundarni proizvođači metabolita i stoga su zanimljivi za farmakologiju i od komercijalnog su interesa. Selman Waksman je 1940. otkrio da bakterije iz tla, koje je on proučavao, proizvodile aktinomicin, zbog čega je 1952. dobio Nobelovu nagradu za fiziologiju ili medicinu. Od tada je otkriveno na stotine prirodnih antibiotika u terestričkim organizmima, posebno iz roda Streptomyces.
Neke aktinobakterije stvaraju granajuće filamente, koji donekle sliče micelijima posve nesrodnih gljiva, zbog čega su prvotno bili klasificirani pod Actinomycetes. Većinom su aerobne, no nekoliko njih, kao što je Actinomyces israelii, mogu rasti u anaerobnim uvjetima. Za razliku od bakterija iz koljena Firmicutes, druge glavne grupe gram-pozitivnih bakterija, aktinobakterije imaju DNA s visokim G+C udjelom a neke vrste proizvode vanjske spore.
Neke od ovih bakterija su odgovorne za neobičan miris tla nakon kiše, i to uglavnom u područjima s toplijom klimom.

## Rodovi
Većina aktinobakterija od medicinskog i ekonomskog interesa su u podrazredu Actinobacteridae, u redu Actinomycetales. Iako su mnoge od ovih bakterija uzročnici bolesti, Streptomyces su značajan izvor antibiotika. 
Pored reda Actinomycetales, i rod Gardnerella je dosta istražen. Klasifikacija roda Gardnerella je sporna, pa je u MeSH katalozima nalazimo svrstane i u gram-pozitivne i u Gram-negativne bakterije.